# Združene države Jonskih otokov
Združene države Jonskih otokov (grško: Ἡνωμένον Κράτος τῶν Ἰονίων Νήσων, italijansko Stati Uniti delle Isole Ionie) je nekdanja država in protektorat tedanjega Združenega kraljestva Britanije in Irske, ki je obstajala med leti 1815 in 1864. Nahajala se je na prostoru današnje Grčije na Jonskih otokih in je bila leta 1864 predana tedanji Kraljevini Grčiji.

## Zgodovina
Pred francoskimi revolucionarnimi vojnami, so bili Jonski otoki v sestavi Beneške republike. Po opadanju njene moči in razgradnji, posebej po potpisu mirovne pogodbe v Campo Formiu leta 1797 z Napoleonom, so bili otoki priključeni Franciji.
Med leti 1798 in 1799 je Carska Rusija skupaj z Otomanskim cesarstvom izgnala Francoze iz otočja. Kot koalicija okupacijskih sil sta ustanovili Republiko Sedmih otokov, ki je obstajala med leti 1800 in 1807 uradno pod protektoratom Rusije, dejansko pa pod oblastjo Turkov.
Potem so otočje ponovno zasedli Francozi in ga priključili k svojim Ilirskim provincam. 2. oktobra 1809 je ladjevje Združenega kraljestva premagalo francosko v bitki pri otoku Zakintos. Pozneje je Združeno kraljestvo zasedlo še otoke Kefalonijo, Kitero in Zakintos, leta 1810 Lefkado, medtem, ko je otok Krf ostal pod francosko upravo do leta 1814.
Na Dunajskem kongresu med leti 1814 in 1815 je bila sprejeta odločitev, da se Jonski otoki predajo kot protektorat Združenemu kraljestvu. Kljub britanski vojaški upravi otočja, je Avstrijsko cesarstvo jamčilo Jonskim otokom enak trgovinski status, kot ga je uživalo Združeno kraljestvo. Ta dogovor je bil ratificiran 26. avgusta 1817, ko je bila določena otoška ustava, s čimer je začela življenje federacija sedmih otokov.
29. marca 1864 so Združeno kraljestvo, Kraljestvo Grčija, Francija in Carska Rusija potpisali mirovno pogodbo iz Londona 1864, s katero se suverenost  Jonskih otokov prenaša na Kraljevino Grčijo. V skladu s to pogodbo je bil z izjavo britanskega visokega poverjenika za Jonske otoke dne 28. maja 1864 uresničen dogovor o priključitvi Jonskih otokov Kraljevini Grčiji.

## Države
Združene države Jonskih otokov so bile federacija sedmih Jonskih otokov. Članice federacije so bili posamični otoki, poimenovani tako, kot so se imenovali v tedanjem času.
| Država                    | Glavno mesto | Število voljenih zastopnikov |
| ------------------------- | ------------ | ---------------------------- |
| Krf                       | Krf          | 7                            |
| Kefalonija                | Argostoli    | 7                            |
| Cerigo, danes Kitera      | Kitera       | 1 ali 2                      |
| Itaka                     | Vati         | 1 ali 2                      |
| Paxi danes Paksos         | Gaios        | 1 ali 2                      |
| Santa Maura danes Lefkada | Lefkada      | 4                            |
| Zante danes Zakintos      | Zakintos     | 7                            |

## Zakonodajna in izvršna oblast
Zakonodajna oblast je bila v rokah dvodomnega parlamenta, sestavljenega iz Zastopniškega doma in Senata. Zastopniški dom je štel 29 zastopnikov, od tega otoki Krf, Zante in Kefalonija po sedem zastopnikov, Santa Maura štiri in Cerigo, Itaka in Paxo po enega. Po ustavi Združenih držav Jonskih otokih so najmanjši otoki izmenoma volili po drugega zastopnika. Uradni naziv parlamenta je bil »Parlament Združenih držav Jonskih otokov«.
Vlada Združenih držav Jonskih otokov je bila organizirana pod predsedstvom britanskega Visokega poverjenika (Lord High Commissioner) za Jonske otoke, ki ga je imenoval britanski monarh na predlog britanske vlade. Britanci so skupaj postavili deset poverjenikov, med ostalimi je bil začasni Visoki komisar za otočje tudi William Gladstone, večkratni premier Združenega kraljestva.

## Uradni jeziki
Grščina je bila prvi uradni jezik Združenih držav Jonskih otokov, v nasprotju z nekdanjo Državo sedmih otokov, kjer je bila italijanščina uradni jezik, kot posledica dolgoletne nadvlade Beneške republike. Edini otok, kjer je italijanščina ostala prevladujoči jezik je bila Kefalonija, kjer je večina prebivalcev sprejelo beneško italijanščino kot svoj prvi jezik.

## Denarna enota
Denarna enota v Združenih državah Jonskih otokov je bil do leta 1833 obol, pozneje pa grška lepta, denarna enota Kraljevine Grčije.

## Poglej tudi
- Jonski otoki